# どさんこ物語
どさんこ物語（どさんこものがたり）は、2005年より北海道で登場したキャラクターグッズ。タイトルは英字表記（Dosanko Story）で書かれている場合もある。
イラストレーターのきのえるま（KINO）のオリジナル作品で、合同会社工房アルティスタがグッズ開発、販売をメインに行っている。
2012年に既存グッズは生産終了となったが、2015年より作品のリニューアルの上で再出発することが決定。また、新デザインを起用したポストカード8種類の発売が同年3月に決まった。

## メディア履歴
- 2007年2月 - 十勝毎日新聞に記事が掲載される。
- 2007年3月 - フリーペーパー『おしゃべりBOX』[2]に記事が掲載される。

## 主な登場キャラクター
レオ（ドサンコ・レオ）
本作品の主人公。茶色の毛色とたてがみが特徴の男の子（2月22日生まれ）。
平凡な毎日を送るリオに刺激を与えようとしては、いつも失敗だらけの憎めない男の子。ドジっ子。怖いもの知らずな面がある食べることが大好き（特に角砂糖、はちみつが好き）。
リオ（ドサンコ・リオ）
本作品のヒロイン。レオのお姉さん役を務める女の子（2月20日生まれ）。
レオとは小さい頃から一緒に育ち、姉弟のような間柄おっとりとした性格だが、ときどきレオにも負けない暴走を見せることがある。やさしい。物事を考えてから行動に起こすタイプ。
パピポ兄弟
作品のリニューアルをきっかけに登場したペンギン兄弟。
3羽でまったりと旅を続けていたが、偶然出会ったレオやリオと意気投合して以来、居座るようになった。大好物はオサカナ。
パセ（パセ兄）
パピポ兄弟の1番目兄。赤いカバンを持っている。性格はすごく穏やかで優しい。愛称はパセ兄（にい）。
ピセ（ピセ兄）
パピポ兄弟の2番目兄。頭にぴょいんとしたクセ毛がついている。音楽が好き。愛称はピセ兄（にい）。
ポセ
パピポ兄弟の末っ子。見た目に特徴はないが、兄弟一の目立ちたがり＆甘えん坊で、レオやリオに積極的に絡んでいく。
変わったことをしているのは大抵この子。なんでも自分のものにしようと狙っている。だだっ子系。愛称はポセ。

## その他
- キャラクターのモデルは、北海道で生産されている道産子（どさんこ）馬。
- 工房アルティスタは札幌発の『テレビ父さん』や『ジンギスカンのジンくん』などを企画している会社である。